# Dan Lilker

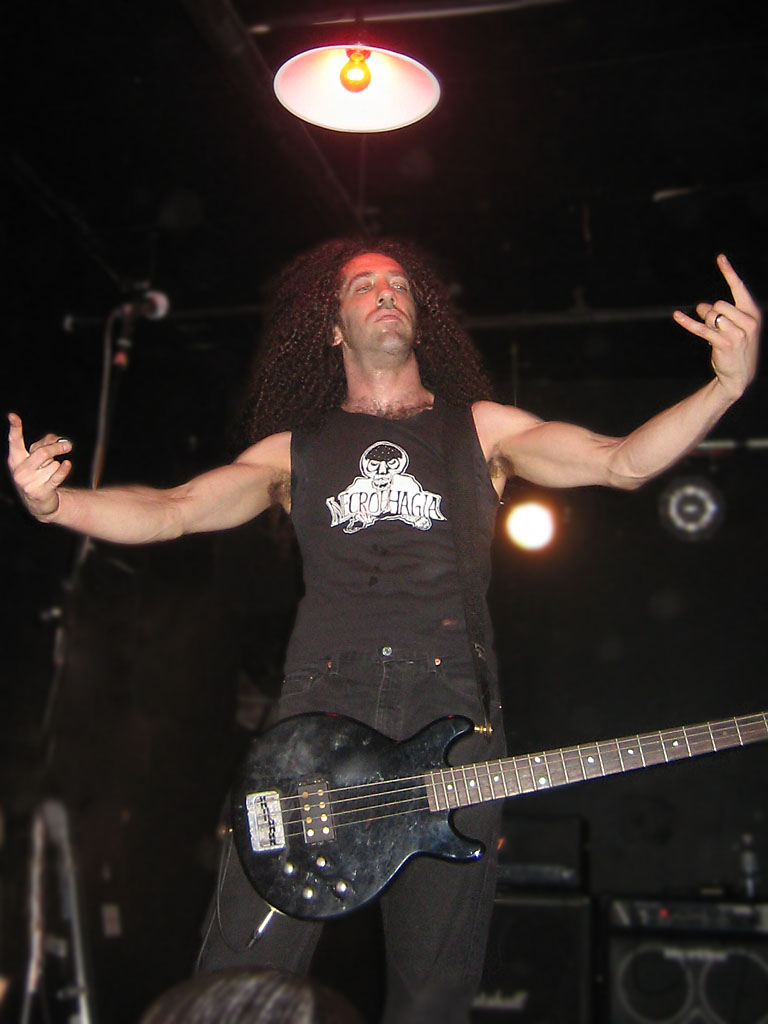
Dan Lilker, 2005

Dan Lilker (* 18. Oktober 1964), manchmal auch Danny Lilker, ist ein US-amerikanischer Metal-Bassist, -Gitarrist und -Sänger. Bekannt wurde er vor allem als Mitglied der Musikgruppen Anthrax, Nuclear Assault, Stormtroopers of Death, Venomous Concept und Brutal Truth.

## Biographie
Dan Lilker begann seine musikalische Karriere 1981. Zusammen mit Scott Ian gründete er die Band Anthrax; bald darauf stießen noch Charlie Benante (Schlagzeug), Dan Spitz (Gitarrist) und Neil Turbin (Sänger) zu den beiden. Am Anfang spielte Lilker noch Gitarre, er begann jedoch bald auf den Bass umzusteigen. Die Band erhielt einen Plattenvertrag beim US-amerikanischen Musiklabel Megaforce Records, bei welchem schließlich 1984 das Anthrax-Debütalbum Fistful of Metal erschien.
Lilker musste 1984 die Band verlassen. Als Grund wurde ihm von der Band sein ungehemmter Drogenkonsum genannt. Er selbst allerdings unterstellt der Band, dass sich Neil Turbin beklagte, dass er als Sänger neben dem sehr großen Bassisten nicht wahrgenommen würde und deswegen Lilker die Band verlassen müsse. Als Beleg für seine These führt Lilker an, dass er kurz darauf vom Anthrax-Mitglied Scott Ian für das Projekt S.O.D. eingeladen wurde. Nach dem Rauswurf bei Anthrax gründete er zusammen mit dem ebenfalls ehemaligen Anthrax-Musiker John Connelly die Thrash-Metal-Band Nuclear Assault. Bei Nuclear Assault konnte Lilker seine Vorliebe für extreme Musik umsetzen. Nach einem Jahr wurde Nuclear Assault jedoch vorerst auf Eis gelegt, da Lilker zusammen mit seinem alten Anthrax-Mitstreiter Scott Ian die Hardcore-/Crossover-Band Stormtroopers of Death (S.O.D.) gründete. Die Band bestand neben Lilker und Ian noch aus Anthrax-Schlagzeuger Charlie Benante und dem Sänger Billy Milano. Nach der Aufnahme des Debütalbums mit dem Titel Speak English or Die, welches sich bis heute über 1.000.000 mal verkauft hat, wurde die als Spaßprojekt begonnene Band vorerst wieder aufgelöst, und Lilker widmete sich wieder Nuclear Assault.
Mit Nuclear Assault veröffentlichte Lilker nun das erste Album der Band Game Over, es folgten noch drei weitere Alben, ehe Lilker aufgrund der eingetretenen Erfolglosigkeit aus der Band 1991 ausstieg. Nun konnte sich Lilker auf die Grindcore-Band Brutal Truth konzentrieren, die er 1990 als Nebenprojekt gegründet hatte. Nach Veröffentlichung von zwei Alben auf dem britischen Musiklabel Earache Records wurde die Band vorerst auf Eis gelegt, bis 1997 mit Relapse Records ein neues Label gefunden war. Nach der Veröffentlichung des Albums Sounds of the Animal Kingdom wurde die Arbeit mit Brutal Truth eingestellt und erst wieder im Jahr 2006 aufgenommen. 2002 stieg Lilker wieder bei Nuclear Assault ein.
Zwischenzeitlich war Lilker noch bei zahlreichen weiteren Bands aktiv wie den deutschen Holy Moses, der Grindcore-Band um Relapse-Records-Gründer Exit 13, den Bands Heart Attak, White Heat, Hemlock und Redrum.
Derzeit spielt Dan Lilker bei Brutal Truth, in den Black-Metal-Bands Crucifist und Overlord Exterminator, bei dem Projekt Ravenous (zusammen mit Abscess und Necrophagia-Mitgliedern), Venomous Concept (mit Mitgliedern von Napalm Death und Brutal Truth) und in der wiederbelebten Band S.O.D. 2009 schrieb er seine Biografie „Perpetual Conversion: 30 Years & Counting in the Life of Metal Veteran Dan Lilker“, zusammen mit Dave Hofer.

## Diskographie

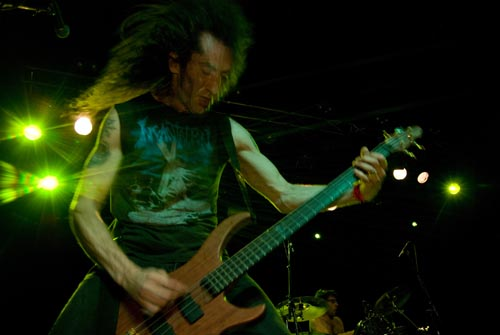
Dan Lilker, 2007

Nicht aufgeführt sind die Demos sowie einige Singles unbedeutender Bands, bei denen Lilker spielte.

### Anthrax
- Fistful of Metal (1984)

### Stormtroopers of Death
- Speak English or Die (1985)
- Live at Budokan - Livealbum (1992)
- Bigger than the Devil (1999)
- Rise of the Infidels (2007)

### Nuclear Assault
- Brain Death (EP, 1986)
- Game Over (1986)
- The Plague (EP, 1987)
- Survive (1988)
- Fight to Be Free (EP, 1988)
- Good Times Bad Times (EP, 1988)
- Handle With Care (1989)
- Handle With Care - European Tour '89 (VHS, 1989)
- Out of Order (1991)
- Radiation Sickness (VHS, 1991)
- Live at the Hammersmith Odeon (Live, 1992)
- Assault & Battery (Best of, 1997)
- Alive Again (Live, 2003)
- Live (Promo-EP, 2003)
- Third World Genocide (2005)

### Brutal Truth
- Extreme Conditions Demand Extreme Responses (1992)
- Ill-Neglect (EP 1992)
- Perpetual Conversion (EP 1992)
- Need to Control (1994)
- Kill Trend Suicide (EP 1996)
- Godplayer (EP 1996)
- Machine Parts (EP 1996)
- Split-EP mit Spazz (1996)
- Sounds of the Animal Kingdom (1997)
- Split-EP mit Rupture (1997)
- Split-EP mit Converge (1997)
- Goodbye Cruel World (Best-of) (1998)
- Choice of a New Generation (1999)
- Split-EP mit Violent Society (1999)
- For Drug Crazed Grindfreaks Only (EP 2000)

### Hemlock
- Hemlock / Black Army Jacket (Split-EP, 1997)
- Funeral Mask (1997)
- Crush the Race of God (1998)
- Lust for Fire (1999)

### Ravenous
- Assembled in Blasphemy (2000)
- Three on a Meathook (EP, 2002)
- Blood Delirium (2004)

### Holy Moses
- No Matter What’s the Cause (1994)